# Freak Strike
«Freak Strike» («Huelga de Freaks» en Hispanoamérica y «Huelga de Monstruos» en España) es el tercer episodio de la sexta temporada de la serie animada South Park estrenado el 20 de marzo de 2002.

## Trama
Los chicos observan el show Maury y reciben a Butters aun pretendiendo que él sea Kenny por lo que Butters no deja de molestarse ya que aun no han superado su muerte. Viendo el show cuyos invitados son personas con múltiples defectos en su cuerpo, observan a una niña que nació sin torso la cual gana un certificado. Viendo esa gran oportunidad los chicos deciden hacer pasar a uno de ellos con un defecto; haber nacido con testículos en su mentón llamando tal defecto "Mentonbolitis" y el escogido es Butters quien renuentemente acepta. Los chicos acuden a los nerds del pueblo (del episodio 4th grade) para colocarle testículos falsos con pelotas de golf y piel falsa a cambio de un videocasette VHS de Star Wars: Episode I - The Phantom Menace.
Los chicos envían a Butters a Nueva York solo para aparecer en el show. Al llegar al Green Room es presentado ante varias personas con deformidades que reciben a Butters como uno de ellos como una hermandad (ignorando que su condición es falsa) siendo además personas que son entrevistadas por distintos show de Estados Unidos. El Hombre con pie en la frente le advierte que odia a los que fingen defectos; por ejemplo un popular niño-langosta que en verdad era una langosta de verdad y a quien hirvieron vivo.
Durante el show, Maury presenta a Butters como Napoleón Bonaparte de South Park, Colorado. Butters durante el show responden las preguntas de Maury en las que es ridiculizado en la escuela, como premio Butters gana un viaje al campo de minigolf más grande el mundo. Pero los demás chicos que observaban el show en televisión se sienten defraudados ya que el premio no es para ellos sino para Butters. El show de Maury ya no presenta personas con defectos para desgracia de Cartman que también intenta pasar con "Mentonbolitis" aunque le permiten pasar por un depravado adicto a las drogas que tiene triste a su mamá. Cartman difícilmente logra convencer a su mamá para que lo acompañe al show y apoye su mentira. Por otro lado los padres de Butters se escandalizan al haber visto a Butters en el show de freaks y lo castigan por haber provocado un accidente cerebrovascular a su abuela, aunque para más mal de Butters los freaks llegan a casa de Butters para invitarlo a una huelga de freaks para protestar por los premios entregados en los shows. Butters en principio se niega a participar pero luego decide participar para no tener más problemas. Durante la huelga, en la que aparecen otros personaje con deformidades como la enfermera Gollum (Conjoined Fetus Lady); los Thompsons (How to Eat with Your Butt); Joseph Merrick; Roy L. Dennis; Concrete; Andy Dick, Liza Minnelli; y Kevin, el asistente del Dr. Mephisto.
En el programa de Maury, tras ver a una depravada niña sin control llamada Vanity que maltrata a su madre Vanessa y fuera de control, Cartman decide emularla vistiéndose como chica depravada adicta al sexo para ganar un premio aunque termina en un duelo verbal con Vanity de historias de depravación. Posteriormente llega una bebé llamada Chantal cuya mamá argumenta que es depravada, si bien siendo una bebé no sabe lo que está haciendo y no está "fuera de control".
La policía trata de disolver la protesta de freaks frente al canal de TV ya que el gobierno no los considera personas. Los freaks interrumpen el programa con un vídeo protestando diciendo ser verdaderos freaks y no buscar estereotipos de freaks que viven en tráileres del Sur y los freaks con Butters terminan entonando una canción pidiendo ser reconocidos en la TFU (True Freaks Union; Unión de verdaderos Freaks). El público le da la razón a los freaks y abandonan el estudio y los televidentes dejan de ver el show lo que provoca una caída en la audiencia. Maury sale invitando a los freaks a negociar lo que los freaks celebran con júbilo. Cartman enojado por arruinar sus propósitos arranca los testículos falsos del rostro de Butters y en consecuencia los freaks en horda persiguen a Cartman por haberle arrancado los testículos a Butters. Cuando Butters cree que todo acabó bien para él, sus padres llegan en taxi por lo que él sabe que está en problemas mayores.